# Орден Трудовых заслуг (Италия)
Это статья об итальянской награде. О французском ордене см. Орден Трудовых заслуг (Франция).
О́рден Трудовы́х заслу́г (итал. Ordine al Merito del lavoro; на русском языке встречается также лингвистически некорректное название Крест Трудовы́х заслу́г) — орден Итальянской Республики, унаследованный от Итальянского Королевства. 
Основан в 1901 году по принципу рыцарского ордена. Предназначен для награждения предпринимателей Италии за заслуги в области сельского хозяйства, промышленности, торговли, ремесленного производства, кредитной и страховой деятельности.

## История
Рыцарский Орден сельскохозяйственных, промышленных и торговых заслуг (итал. Ordine cavalleresco al merito agrario, industriale e commerciale) был основан королевским декретом Виктора Эммануила III № 168 от 9 мая 1901 года по предложению премьер-министра страны Джузеппе Дзанарделли. Награда могла вручаться как предпринимателям, так и наёмным работникам. По форме награда представляла собой рыцарский орден, главой которого являлся Король Италии.
Устав ордена подвергся незначительным изменениям в 1911 году, а декрет 1921 года дал ордену новое наименование — «Орден Трудовых заслуг». 30 декабря 1923 года новый королевский декрет ограничил участие в ордене только предпринимателями и в тот же день для наёмных сотрудников и для рабочих была учреждена новая награда — «Звезда Трудовых заслуг». Согласно этому варианту устава ордена, награждались частные лица, проявившие себя в области сельского хозяйства, промышленности или торговли, что повлекло за собой существенное влияние на народное хозяйство страны. Не допускалось награждение государственных служащих. Иностранцы могли становиться членами ордена только в случае, если они были уроженцами Италии и сохраняли на момент награждения подданство страны.
После окончания Второй мировой войны и превращения Италии из королевства в республику бо́льшая часть существовавших до этого рыцарских наградных орденов была ликвидирована. Однако Орден Трудовых заслуг сохранился с незначительными изменениями — его устав и знак были подтверждены с некоторыми изменениями законом Итальянской Республики от 27 марта 1952 года и затем законом от 15 мая 1986 года.

## Избрание и награждение

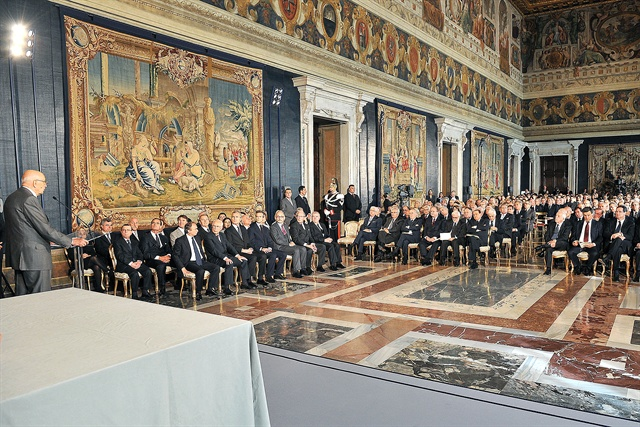
Церемония принятия новых членов в Орден, 2010

Отбор кандидатов на членство в Ордене осуществляется Советом Ордена Трудовых заслуг (итал. Consiglio dell’Ordine al “Merito del Lavoro”). Возглавляет Совет министр экономического развития Италии. Совет состоит из 23 членов, из которых 8 назначаются Национальной федерацией Кавалеров труда, один — Всеобщей конфедерацией итальянской промышленности («Конфиндуйстрия»), один — Всеобщей конфедерацией итальянской торговли («Конфкомме́рчо»), один — Всеобщей конфедерацией итальянского сельского хозяйства («Конфагрикольту́ра»), один — Итальянской банковской ассоциацией, один — Итальянской ассоциацией страховщиков, остальные — соответствующими министерствами.
Кандидаты должны соответствовать жёстким критериям предварительного отбора — их биография не должна вызывать сомнения на соответствие Этическому кодексу Ордена, кроме того у них должен быть стаж самостоятельной предпринимательской деятельности не менее 20 лет в том секторе экономики, от которого они выдвигаются в качестве соискателя, а результаты их дейтельности должны оказать существенное положительное влияние на народное хозяйство страны. Будущие Кавалеры ордена отбираются тайным голосованием — каждый успешный кандидат должен получить не менее ⅔ голосов в каждом из двух раундов голосования. Повторное представление кандидатур, не принятых в состав Ордена, допускается не ранее, чем через пять лет после предыдущей попытки. Затем список успешных кандидатов в Кавалеры (не более 40 человек в год) отправляется на утверждение Президенту Итальянской республики, из которых тот до 2 июня текущего года может отобрать не более 25 человек.
Принятие успешных кандидатов в состав Ордена производится Президентом Итальянской Республики в октябре в Квиринальском дворце в Риме в присутствии всех действующих членов Ордена.

## Кавалеры труда
Члены ордена называются Кавале́рами труда́ (итал. Cavaliere del lavoro). Первые члены были приняты в орден 6 марта 1902 года. Ими стали предприниматели Виченцо Боэро, Эмиддио Меле, Пьетро Милези, Ансельмо Ольдрини, Джузеппе Саветтьере и Антонио Този. Среди других знаменитых членов Ордена были Гульельмо Маркони, Анджело Сальмойраги, Гаэтано Мардзотто, Джованни Баттиста Пирелли, Джованни Аньелли и Джованни Треккани. Всего с 1901 по начало 2025 года Кавалерами труда стали 2922 человека.

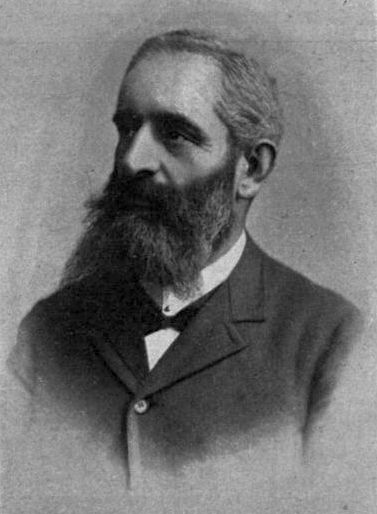
Виченцо Боэро
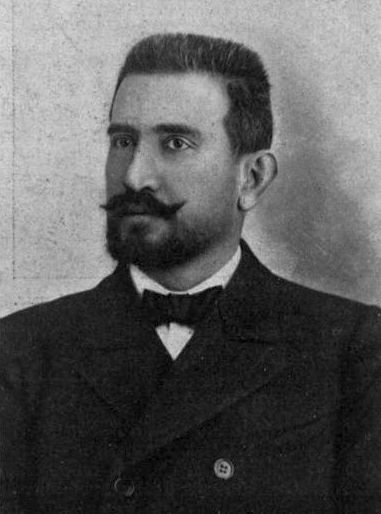
Эмиддио Меле
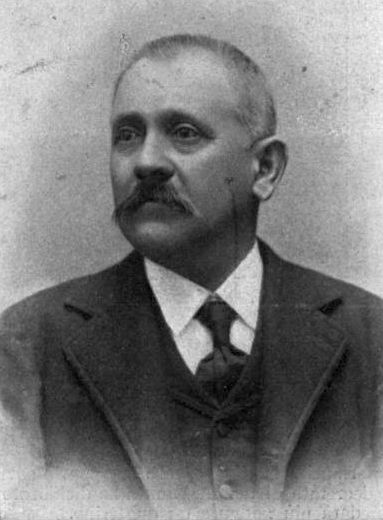
Ансельмо Ольдрини
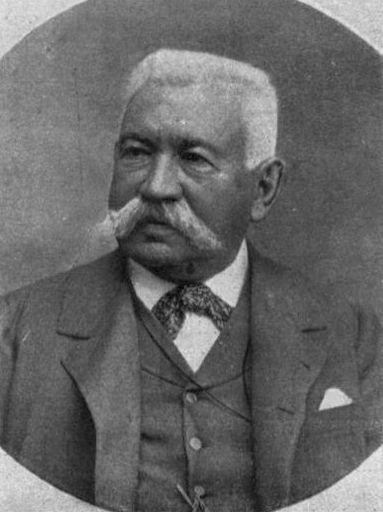
Джузеппе Саветьерре
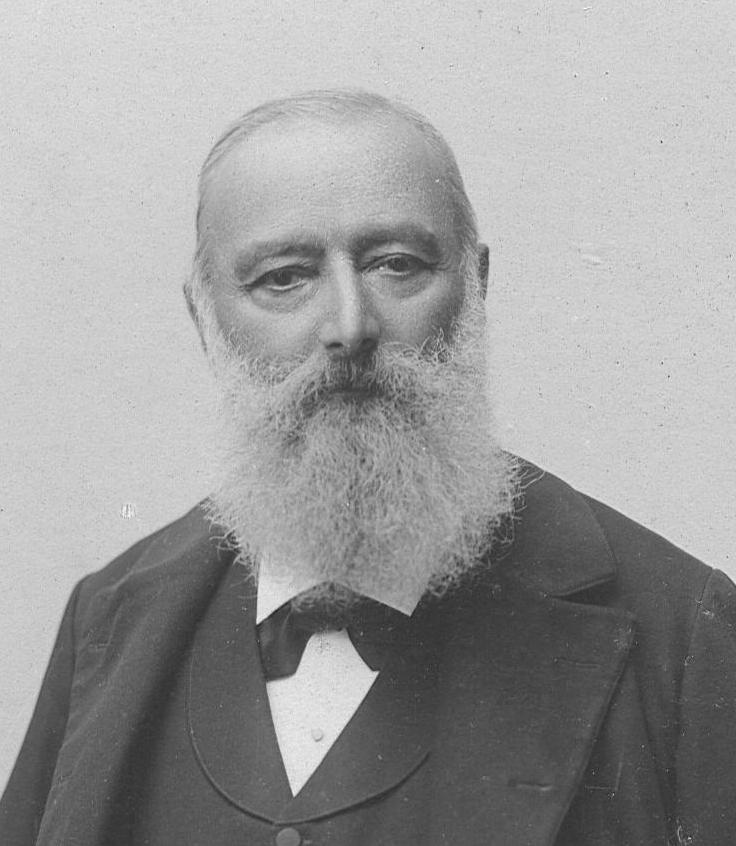
Антонио Този

В журналистских статьях начала XXI века прозвищем «Кавалер» (итал. il Cavaliere, с прописной буквы) часто именуют предпринимателя и политика Сильвио Берлускони, ставшего кавалером Ордена в 1977 году.

## Орденский знак
Орден имеет один класс и не делится на степени. Кавалеры труда носят золотой знак в виде греческого креста, покрытого зелёной эмалью с золотой каймой и с круглым медальоном в центре. На медальоне изображён герб Итальянской Республики (во времена Королевства Италии там резмещались буквы «VE» — монограмма короля Виктора Эммануила III), а на обратной стороне помещен текст Al merito del lavoro — 1901 (с итал. — «За трудовые заслуги — 1901»). Орденский знак носится на зелёно-красно-зелёной ленте. Может быть также заменён орденской планкой тех же цветов.